# 斯塔蘭丁 (密蘇里州)
斯塔蘭丁（英語：Starlanding）是位於美國密蘇里州佩里縣的鬼鎮。

## 地理
斯塔蘭丁所處的海拔為高於海平面111米（即364英呎），而該地所採用的時區為UTC-6，即北美中部時區（CST）。同時該地設有夏令時間，為UTC-6調快一小時，即UTC-5（CDT）。